# 昭和女子大学
昭和女子大学（しょうわじょしだいがく、英語: Showa Women's University）は、東京都世田谷区太子堂一丁目7番57号に本部を置く日本の私立大学。1920年創立、1949年大学設置。

## 概観

### 大学全体
良妻賢母の女子高等教育が主流であった当時の社会風潮に対して、社会に対して開いた女性の確立を目指し、詩人の人見圓吉（ペンネームは「人見東明」）が創立する。
その後、長男の人見楠郎に引き継がれ、レフ・トルストイの思想を「建学の精神」に展開し、2000年（平成12年）創立80周年の記念事業として巨大なブロンズ製トルストイ像を大学構内に建立した。その縁もあってトルストイ家の現在の当主に大学を案内したこともある。
その後、創立者の孫である人見楷子 （上智大学ドイツ語科を経てウイーン国立大学の通訳科で学んだ英語・ドイツ語・日本語の同時通訳者）に三代目理事長を引き継ぎ、学園改革を推進するとともに同族経営からも転換を図った。2007年、元官僚の坂東真理子が学長に就任し、グローバルな時代の流れに対応した学科編成や就活サポート、女性特有のライフスタイルの変化に合わせたキャリア設計の指導など、時代のニーズにあわせた校風にシフトした。
1988年（昭和63年）にボストンに海外キャンパスを設置し、単位留学のシステムを日本で初めて取り入れた。2006年（平成18年）からは世田谷キャンパスに英国式インターナショナルスクールを開校し、2019年（平成31年）から同キャンパス内に米国大学日本校のテンプル大学ジャパンキャンパスも併設した。

### 学風および特色
文科省の実験モデルとして、スーパーグローバルハイスクール（SGH）の認定校である付属高校と大学学部の一貫教育を取り入れ、高校生が飛び級制度で学部のカリキュラムを受ける制度がある。
女子大学のなかでは高い就職率とブランディングの確立に成功をおさめ、昨今の全国的な女子大学低迷時代にあっても、偏差値と志願者数は上昇傾向にある。2010年から2023年まで、卒業者数1000人以上の全国の女子大での就職率ナンバーワンを維持していた。

## 沿革

### 年表
- 1920年（大正09年）- 東京都文京区に日本女子高等学院を創設する。
- 1945年（昭和20年）- 戦災で校舎を失い、世田谷の旧陸軍近衛野戦重砲兵連隊跡地（現校地）に移転する。
- 1946年（昭和21年）- 財団法人東邦学園を設立し、日本女子専門学校を開設する。
- 1947年（昭和22年）- 義務教育制度の導入により、昭和高等女学校の課程のうち前半3年間を分離し、昭和中学校として開校する。
- 1948年（昭和23年）- 学制改革により、昭和高等女学校の課程のうち後半2年間が昭和高等学校となる。
- 1949年（昭和24年）- 日本女子専門学校を昭和女子大学に改組。金子健二が初代学長に就任する。
- 1950年（昭和25年）- 昭和女子大学短期大学部を開学する（2014年廃止）。
- 1951年（昭和26年）- 財団法人東邦学園から改組し、学校法人昭和女子大学を設立。昭和幼稚園を開園する。
- 1953年（昭和28年）- 昭和小学校を開校する。
- 1962年（昭和37年）- 学生の退学処分をめぐり訴訟に発展する（昭和女子大事件）。
- 1963年（昭和38年）- 学校法人昭和女子大学に学校法人昭和高等学校を併合し、同法人に属した学校を昭和女子大学の附属学校とする。
- 1980年（昭和55年）- 創立者を記念した「人見記念講堂」を開設する。
- 1988年（昭和63年）- アメリカキャンパス昭和ボストンを開学。昭和女子大学オープンカレッジを開設する。
- 2005年（平成17年）- NPO 昭和チャイルド & ファミリーセンターを設立する。
- 2006年（平成18年）- ブリティッシュ・スクール・イン・トウキョウ昭和を開校する。
- 2007年（平成19年）- 坂東眞理子が第5代学長に就任する。
- 2013年（平成25年）- グローバルビジネス学部を設置。
- 2020年（令和02年）- 環境デザイン学部環境デザイン学科を新設予定。
- 2025年（令和07年）- 国際学部英語コミュニケーション学科を2つの学科に再編成、新たなカリキュラムを導入予定

## 基礎データ

### 所在地
- 東京都世田谷区太子堂一丁目7-57

## 教育および研究

### 組織

#### 学部
- 国際学部
  - 英語コミュニケーション学科（2025年より国際教養学科へ名称変更）
  - 国際日本学科（2025年4月開設予定）
  - 国際学科
- グローバルビジネス学部
  - ビジネスデザイン学科
  - 会計ファイナンス学科
- 人間文化学部
  - 日本語日本文学科
    - 言語コース
    - 文学コース

  - 歴史文化学科
- 人間社会学部
  - 心理学科
  - 福祉社会学科
  - 現代教養学科
  - 初等教育学科
    - 児童教育コース
    - 幼児教育コース
- 食健康科学部
  - 健康デザイン学科
  - 管理栄養学科
  - 食安全マネジメント学科
- 環境デザイン学部
  - 環境デザイン学科
    - 建築・インテリアデザインコース
    - プロダクトデザインコース
    - ファッションデザインマネジメントコース
    - デザインプロデュースコース

#### 大学院
- 文学研究科
  - 日本文学専攻
  - 英米文学専攻
  - 言語教育・コミュニケーション専攻
- 生活機構研究科
  - 生活文化研究専攻
  - 心理学専攻
  - 生活科学研究専攻
  - 福祉社会研究専攻
  - 生活機構学専攻

#### 附属施設
- 研究所
  - 現代ビジネス研究所
  - 現代教育研究所
  - 女性文化研究所
  - 国際文化研究所
  - 生活心理研究所
  - 近代文化研究所
- 光葉博物館
- 図書館
- 人見記念講堂
- オープンカレッジ
- Showa Boston
- NPO 昭和チャイルド & ファミリーセンター
- 昭和ナースリー
- 子育てルーム SHIP
- ブリティッシュ･スクール･イン･トウキョウ
- 東名学林
- 会津キャンプ村
- 緑声舎
- 林楠苑
- 新体育館

## 大学関係者と組織

### 大学関係者一覧
- 昭和女子大学の人物一覧

## 施設

### キャンパス
認定こども園（就学前教育）から大学院博士課程まで、世田谷区の緑豊かなキャンパスに集約しているのが、大きな特徴である。また、学内のキャンパスには「7人のこびと」が毎日配置を変え置かれ、それを毎日7人の居場所を探し当てることが一時期メディアでブームになった。
最寄り駅は東急田園都市線三軒茶屋駅で、駅からは5分ほど歩く。また、正門前にも東急バスと小田急バスのバス停留所がある。
1977年（昭和52年）に東明学林、1986年（昭和63年）望秀海浜学寮を開設。英国のボーディングスクールを模して、毎年教職員と学生が寝食をともにする学寮研修に参加することが卒業要件である。集団生活を通しての生活教育として行われる伝統行事である。
学内には、四季折々の花や緑が多く、閑静な環境が整備されている。松嶋菜々子出演の住友生命のCMや、南野陽子主演の映画菩提樹などのようにメディアのロケ地として使用された例もある。

### 講堂
- 昭和女子大学人見記念講堂
  - キャンパス内の人見記念講堂は、1980年（昭和55年）に開館。都内でも有数の音響に優れたホールとされ、在京のオーケストラなどがコンサートを行う。学生は同講堂で、特殊研究講座、女性教養講座、文化研究講座を単位修得するプログラムももつ。

## 対外関係

### 他大学との協定
- 世田谷6大学コンソーシアムに参加している。

国際・学術交流等協定校
- ソウル女子大学校（大韓民国）
- 漢陽大学校（大韓民国）
- 上海交通大学 国際教育学院（中華人民共和国）
- オーストラリア国立大学（オーストラリア）
- ベトナム国家大学ハノイ校（ベトナム）
- 王立プノンペン大学（カンボジア）

## 社会との関わり
- 昭和女子大学児童文学賞 - 昭和女子大学が2009年から2014年にかけて主催していた高校生を対象とした児童文学の公募新人文学賞。
- 昭和女子大事件 - 昭和女子大学より退学処分を受けた学生が、処分が憲法違反であることを理由に身分の確認を求めて争った事件。日本国憲法に定められた人権規定の私人間効力について争われた。最高裁判所1974年7月19日判決[4]。

## 附属学校
昭和女子大学には4つの附属学校が存在する。
- 昭和女子大学附属昭和こども園
- 昭和女子大学附属昭和小学校
- 昭和女子大学附属昭和中学校
- 昭和女子大学附属昭和高等学校

また、学校法人昭和女子大学は以下の学校も設置している。
- ブリティッシュ・スクール・イン・トウキョウ昭和 - 世田谷キャンパス内
- 昭和ボストン (Showa Boston Institute for Language and Culture) - アメリカ合衆国

## 関連図書
- 昭和女子大学七十年史編集委員会『昭和女子大学七十年史』昭和女子大学、1990年7月。